# 方霆
方霆（?—?），安徽省安慶府太湖縣人，清朝政治人物、同進士出身。
光緒十六年（1890年），参加光緒庚寅科殿試，登進士三甲37名。同年五月，改翰林院庶吉士。光緒十八年五月，散館，授翰林院檢討。